# عبد الرحمن زيدان
عبد الرحمن فهمي عبد الرحمن زيدان (وُلد في 29 أبريل 1960 في دير الغصون - ) مهندس وسياسي وبرلماني ووزير فلسطيني، شغل منصب وزير الأشغال العامة والإسكان في حكومة إسماعيل هنية الأولى، وهو قيادي في حركة حماس.

## تحصيله العلمي
تلقى تعليمه في مدارس مدينة طولكرم حيث درس في المدرسة الفاضلية بالمدينة، وبعد أن الثانوية العامة فيها توجه إلى الولايات المتحدة الأمريكية لدراسة الهندسة المدنية.

## مناصبه
- وزير الأشغال العامة والإسكان في الحكومة الفلسطينية العاشرة.[2]
- عضو المجلس التشريعي الفلسطيني عن دائرة محافظة طولكرم وفق انتخابات عام 2006.[6]
- عضو المجلس الوطني الفلسطيني بموجب عضويته في المجلس التشريعي.[6]

## اعتقاله
قامت إسرائيل لعدة مرات كثيرة باعتقال زيدان من مقر إقامته في بلدة دير الغصون.